# QR
QR (ang. quick ratio) – wskaźnik płynności szybkiej lub wskaźnik płynności II stopnia.
QR to stosunek aktywów bieżących (obrotowych) pomniejszonych o zapasy i rozliczenia międzyokresowe czynne (jeśli występują) do pasywów bieżących (zobowiązań krótkoterminowych).
Wskaźnik płynności szybkiej to zdolność przedsiębiorstwa do regulacji bieżących zobowiązań za pomocą gotówki i jej ekwiwalentów oraz „przyszłej gotówki”.
Definiuje się go następującym wzorem:

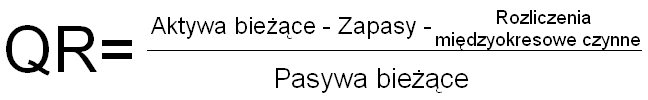

Przyjmuje się, że QR powinno przyjmować wartość większą od 1.